# Le Château-d'Almenêches
Le Château-d'Almenêches é uma comuna francesa na região administrativa da Normandia, no departamento Orne. Estende-se por uma área de 10,94 km². Em 2010 a comuna tinha 213 habitantes (densidade: 19,5 hab./km²).